# Proliferation Security Initiative

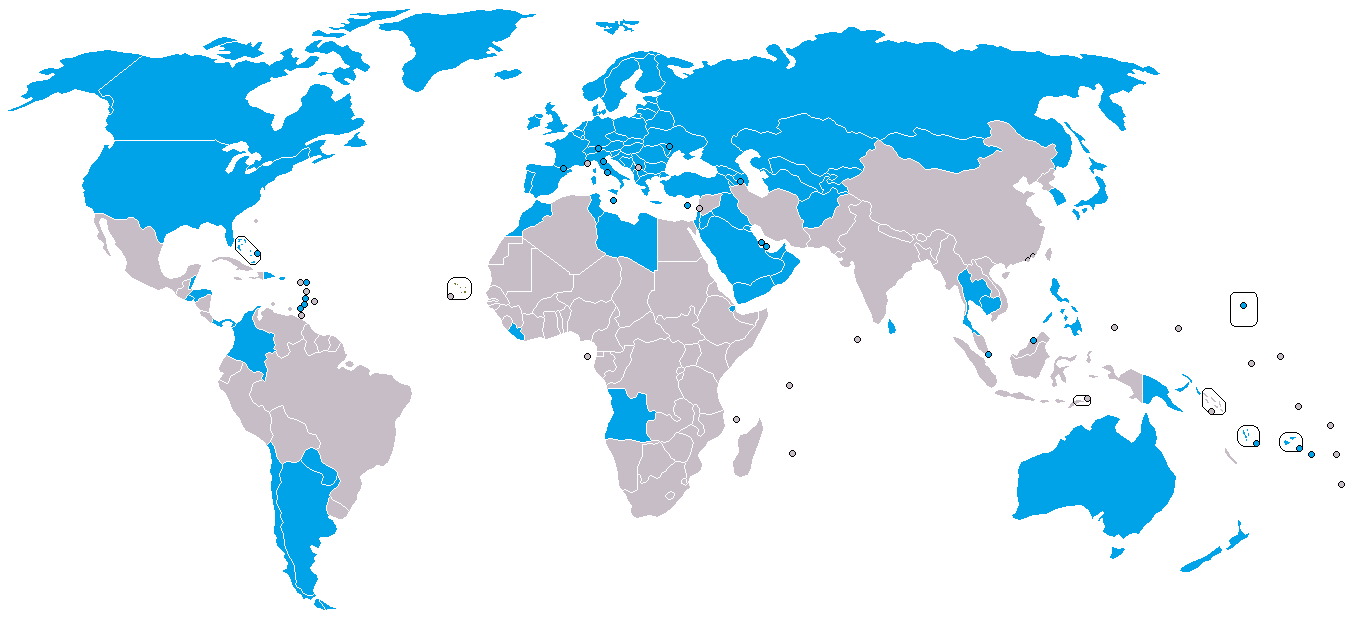
Państwa należące do Inicjatywy Krakowskiej (2013)

Proliferation Security Initiative (ang., inaczej Inicjatywa Krakowska) – inicjatywa na rzecz nierozprzestrzeniania broni masowego rażenia.
Jej powstanie ogłosił Prezydent Stanów Zjednoczonych George W. Bush podczas swojej wizyty w Krakowie 31 maja 2003 roku.
Początkowo, do PSI przystąpiło 11 państw (Australia, Francja, Hiszpania, Japonia, Królestwo Niderlandów, Niemcy, Portugalia, Włochy, Wielka Brytania, USA i Polska). Obecnie grono krajów należących i współpracujących w ramach Inicjatywy Krakowskiej liczy 102 państwa.
Państwa członkowskie podpisały 4 września 2003 roku w Paryżu oświadczenie o zasadach przechwytywania (Statement of Interdiction Principles) broni masowego rażenia i składników służących do jej wytwarzania, które określa dopuszczalny zakres i zasady prowadzonych w ramach Inicjatywy operacji na lądzie, morzu i w powietrzu.